# Hiperostosis
Hiperostosis es un crecimiento excesivo de hueso, generalmente a expensas de un engrosamiento de la cortical. Suele deberse a un espolón óseo (exostosis), y puede aparecer en varios trastornos músculo-esqueléticos.